# صندوق عدم الانتشار
صندوق عدم الانتشار هي شركة أمريكية لا تهدف للربح، وفي بداية القرن الحادي والعشرين، دعت إلى تخزين 10000 طن من النفايات النووية الأمريكية في روسيا مقابل رسوم قدرها 15 مليار دولار تدفع للحكومة الروسية و 250 مليون دولار تدفع لصندوق الأيتام الروس. ترأس المجموعة الأدميرال دانييل ميرفي.

## نبذة
تمت المصادقة على هذا الاقتراح من قبل وزارة الطاقة الذرية الروسية، والتي قدرت أن الاقتراح يمكن أن يحقق في النهاية 150 مليار دولار من العائدات لروسيا.